# 空に星が綺麗
「空に星が綺麗」（そらにほしがきれい）は、斉藤和義10作目のシングル。1996年1月1日にファンハウスから発売された。

## 概要
4thアルバム『FIRE DOG』からの3rdシングル。CDジャケットは明星食品『チャルメラ』パッケージを本作用にカスタマイズしており、商品キャラクターのチャルメラおじさんも登場している。

## 収録曲
全曲　作詞・作曲：斉藤和義
1. 空に星が綺麗
編曲：斉藤和義・松尾一彦
1996年明星食品「チャルメラ」CF曲。
2011年映画『吉祥寺の朝日奈くん』主題歌。
2016年ドラマ『火花』挿入歌。
お笑いコンビ・コマンダンテの舞台出演時の出囃子。
2. 男よ それが正常だ!!
編曲：斉藤和義